# Bilichildis
Bilichildis, född okänt år, död 610, var en frankisk drottning som var gift med kung Theodebert II.
Hon gifte sig med Theodebert II sedan hon blivit köpt på slavmarknaden. Hon beskrivs som en populär drottning. Hon blev enligt uppgift mördad av sin make sedan han önskade gifta sig med Theodechilde.